# Fußball-Verbandsliga Niedersachsen 1995/96
Die Verbandsliga Niedersachsen 1995/96 war die 47. Spielzeit der höchsten Amateurklasse im Niedersächsischen Fußballverband. Sie war eine Ebene unterhalb der viertklassigen Oberliga Niedersachsen/Bremen angesiedelt und wurde in zwei Staffeln ausgetragen. Sieger wurde der SV Concordia Ihrhove.

## Staffel Ost
Die Staffel Ost umfasste die Mannschaften aus den Bezirken Lüneburg und Braunschweig.

### Vereine
Im Vergleich zur Saison 1994/95 war keine Mannschaft aus der Oberliga Niedersachsen/Bremen abgestiegen, während der SV Südharz Walkenried aufgestiegen war. Die sechs Absteiger hatten die Liga verlassen und wurden durch die beiden Aufsteiger Rotenburger SV und die Amateurmannschaft des VfL Wolfsburg ersetzt.
| Verein                    | Stadt             | Landkreis            | Qualifikation                              |
| ------------------------- | ----------------- | -------------------- | ------------------------------------------ |
| Wolfenbütteler SV         | Wolfenbüttel      | Wolfenbüttel         | 2. Platz 1994/95                           |
| MTV Gifhorn               | Gifhorn           | Gifhorn              | 3. Platz 1994/95                           |
| VfR Osterode 08           | Osterode am Harz  | Osterode am Harz     | 4. Platz 1994/95                           |
| TuS Heeslingen            | Heeslingen        | Rotenburg (Wümme)    | 5. Platz 1994/95                           |
| Germania Walsrode         | Walsrode          | Soltau-Fallingbostel | 6. Platz 1994/95                           |
| Sportfreunde Salzgitter   | Salzgitter        |                      | 7. Platz 1994/95                           |
| TuS Güldenstern Stade     | Stade             | Stade                | 8. Platz 1994/95                           |
| SSV Vorsfelde             | Wolfsburg         |                      | 9. Platz 1994/95                           |
| Goslarer SC 08            | Goslar            | Goslar               | 10. Platz 1994/95                          |
| Braunschweiger SV 22      | Braunschweig      |                      | 11. Platz 1994/95                          |
| TSV Wolfsburg             | Wolfsburg         |                      | 12. Platz 1994/95                          |
| Eintracht Braunschweig II | Braunschweig      |                      | 13. Platz 1994/95                          |
| FC Grone                  | Göttingen         | Göttingen            | 14. Platz 1994/95                          |
| TuSpo Petershütte         | Osterode am Harz  | Osterode am Harz     | 15. Platz 1994/95                          |
| Rotenburger SV            | Rotenburg (Wümme) | Rotenburg (Wümme)    | Aufsteiger aus der Landesliga Lüneburg     |
| VfL Wolfsburg Amateure    | Wolfsburg         |                      | Aufsteiger aus der Landesliga Braunschweig |

### Saisonverlauf
Den Staffelsieg und damit den Aufstieg in die Oberliga Niedersachsen/Bremen sicherte sich der Wolfenbütteler SV. Der Zweitplatzierte SSV Vorsfelde durfte ein Aufstiegsspiel gegen den Zweiten der Staffel West bestreiten. Die Mannschaften auf den drei letzten Plätzen mussten absteigen.

### Tabelle
| Pl.               | Verein                     | Sp. | S  | U | N  | Tore    | Diff. | Punkte |
| ----------------- | -------------------------- | --- | -- | - | -- | ------- | ----- | ------ |
| 1.                | Wolfenbütteler SV          | 30  | 23 | 3 | 4  | 083:280 | +55   | 72     |
| 2.                | SSV Vorsfelde              | 30  | 22 | 4 | 4  | 065:220 | +43   | 70     |
| 3.                | Rotenburger SV (N)         | 30  | 16 | 8 | 6  | 059:330 | +26   | 56     |
| 4.                | VfL Wolfsburg Amateure (N) | 30  | 17 | 3 | 10 | 059:440 | +15   | 54     |
| 5.                | MTV Gifhorn                | 30  | 15 | 6 | 9  | 060:380 | +22   | 51     |
| 6.                | Eintracht Braunschweig II  | 30  | 14 | 5 | 11 | 055:490 | +6    | 47     |
| 7.                | Goslarer SC 08             | 30  | 11 | 6 | 13 | 045:580 | −13   | 39     |
| 8.                | Germania Walsrode          | 30  | 11 | 5 | 14 | 056:590 | −3    | 38     |
| 9.                | VfR Osterode 08            | 30  | 10 | 7 | 13 | 045:500 | −5    | 37     |
| 10.               | Sportfreunde Salzgitter    | 30  | 10 | 6 | 14 | 052:550 | −3    | 36     |
| 11.               | TuS Güldenstern Stade      | 30  | 9  | 9 | 12 | 039:580 | −19   | 36     |
| 12.               | FC Grone                   | 30  | 9  | 7 | 14 | 034:450 | −11   | 34     |
| 13.               | TuS Heeslingen             | 30  | 8  | 8 | 14 | 041:520 | −11   | 32     |
| 14.               | TSV Wolfsburg              | 30  | 8  | 7 | 15 | 039:550 | −16   | 31     |
| 15.               | Braunschweiger SV 22       | 30  | 5  | 5 | 20 | 030:710 | −41   | 20     |
| 16.               | TuSpo Petershütte          | 30  | 4  | 7 | 19 | 030:750 | −45   | 19     |
| Stand: Saisonende |                            |     |    |   |    |         |       |        |

| (A) | Absteiger aus der Oberliga Niedersachsen/Bremen 1994/95 |
| (N) | Aufsteiger aus der Landesliga Niedersachsen 1994/95     |

## Staffel West
Die Staffel West umfasste die Mannschaften aus den Bezirken Hannover und Weser-Ems.

### Vereine
Im Vergleich zur Saison 1994/95 war die SpVgg Preußen Hameln aus der Oberliga Niedersachsen/Bremen abgestiegen, während Eintracht Nordhorn aufgestiegen war. Die beiden Absteiger hatten die Liga verlassen und wurden durch die beiden Aufsteiger SV Bad Rothenfelde und SV Damla Genç Hannover ersetzt.
| Verein                 | Stadt             | Landkreis           | Qualifikation                                   |
| ---------------------- | ----------------- | ------------------- | ----------------------------------------------- |
| SpVgg Preußen Hameln   | Hameln            | Hameln-Pyrmont      | Absteiger aus der Oberliga Niedersachsen/Bremen |
| VfL Germania Leer      | Leer              | Leer                | 2. Platz 1994/95                                |
| FC Schüttorf 09        | Schüttorf         | Grafschaft Bentheim | 3. Platz 1994/95                                |
| VfV Hildesheim         | Hildesheim        | Hildesheim          | 4. Platz 1994/95                                |
| Hannoverscher SC       | Hannover          |                     | 5. Platz 1994/95                                |
| VfB Oldenburg II       | Oldenburg (Oldb)  |                     | 6. Platz 1994/95                                |
| Sportfreunde Oesede    | Georgsmarienhütte | Osnabrück           | 7. Platz 1994/95                                |
| SV Concordia Ihrhove   | Westoverledingen  | Leer                | 8. Platz 1994/95                                |
| SC Spelle-Venhaus      | Spelle            | Emsland             | 9. Platz 1994/95                                |
| VfL Bückeburg          | Bückeburg         | Schaumburg          | 10. Platz 1994/95                               |
| TuS Bersenbrück        | Bersenbrück       | Osnabrück           | 11. Platz 1994/95                               |
| FC Lehrte              | Lehrte            | Hannover            | 12. Platz 1994/95                               |
| SC Langenhagen         | Langenhagen       | Hannover            | 13. Platz 1994/95                               |
| VfL Oldenburg          | Oldenburg (Oldb)  |                     | 14. Platz 1994/95                               |
| SV Damla Genç Hannover | Hannover          |                     | Aufsteiger aus der Landesliga Hannover          |
| SV Bad Rothenfelde     | Bad Rothenfelde   | Osnabrück           | Aufsteiger aus der Landesliga Weser-Ems         |

### Saisonverlauf
Den Staffelsieg und damit den Aufstieg in die Oberliga Niedersachsen/Bremen sicherte sich Concordia Ihrhove. Als Zweitplatzierter durfte der SC Langenhagen an der Aufstiegsrunde teilnehmen, konnte sich dort aber nicht durchsetzen. Die Mannschaften auf den drei letzten Plätzen mussten absteigen.

### Tabelle
| Pl.               | Verein                     | Sp. | S  | U  | N  | Tore    | Diff. | Punkte |
| ----------------- | -------------------------- | --- | -- | -- | -- | ------- | ----- | ------ |
| 1.                | SV Concordia Ihrhove       | 30  | 20 | 8  | 2  | 055:230 | +32   | 68     |
| 2.                | SC Langenhagen             | 30  | 18 | 3  | 9  | 064:430 | +21   | 57     |
| 3.                | Hannoverscher SC           | 30  | 16 | 7  | 7  | 064:480 | +16   | 55     |
| 4.                | Sportfreunde Oesede        | 30  | 13 | 6  | 11 | 064:530 | +11   | 45     |
| 5.                | FC Schüttorf 09            | 30  | 13 | 5  | 12 | 051:410 | +10   | 44     |
| 6.                | SC Spelle-Venhaus          | 30  | 11 | 10 | 9  | 047:400 | +7    | 43     |
| 7.                | TuS Bersenbrück            | 30  | 10 | 10 | 10 | 038:340 | +4    | 40     |
| 8.                | VfL Germania Leer          | 30  | 9  | 12 | 9  | 036:380 | −2    | 39     |
| 9.                | SV Bad Rothenfelde (N)     | 30  | 10 | 8  | 12 | 042:400 | +2    | 38     |
| 10.               | VfV Hildesheim             | 30  | 11 | 5  | 14 | 037:490 | −12   | 38     |
| 11.               | SV Damla Genç Hannover (N) | 30  | 9  | 10 | 11 | 051:580 | −7    | 37     |
| 12.               | VfL Bückeburg              | 30  | 10 | 6  | 14 | 044:560 | −12   | 36     |
| 13.               | SpVgg Preußen Hameln (A)   | 30  | 7  | 14 | 9  | 056:530 | +3    | 35     |
| 14.               | VfB Oldenburg II           | 30  | 8  | 11 | 11 | 041:470 | −6    | 35     |
| 15.               | VfL Oldenburg              | 30  | 6  | 7  | 17 | 044:740 | −30   | 25     |
| 16.               | FC Lehrte                  | 30  | 6  | 4  | 20 | 032:690 | −37   | 22     |
| Stand: Saisonende |                            |     |    |    |    |         |       |        |

| (A) | Absteiger aus der Oberliga Niedersachsen/Bremen 1994/95 |
| (N) | Aufsteiger aus der Landesliga Niedersachsen 1994/95     |

## Endspiel um die Meisterschaft
Das Endspiel um die Niedersachsenmeisterschaft fand in Buchholz statt.
|                                            | Ergebnis |                                        |
| ------------------------------------------ | -------- | -------------------------------------- |
| SV Concordia Ihrhove (Meister Gruppe West) | 2:1      | Wolfenbütteler SV (Meister Gruppe Ost) |

## Aufstiegsspiele zur Verbandsliga

### West
Am 8. Juni 1996 ermittelten die Vizemeister der Landesligen Weser-Ems und Hannover vor 600 Zuschauern in Bad Essen einen Aufsteiger zur Verbandsliga West.
|                                                 | Ergebnis  |                                                        |
| ----------------------------------------------- | --------- | ------------------------------------------------------ |
| FC Stadthagen (Vizemeister Landesliga Hannover) | 0:2 (0:1) | SV Holthausen/Biene (Vizemeister Landesliga Weser-Ems) |

### Ost
Am 8. Juni 1996 ermittelten die Dritten der Landesligen Braunschweig und Lüneburg in Walsrode einen Aufsteiger zur Verbandsliga West.
|                                             | Ergebnis |                                               |
| ------------------------------------------- | -------- | --------------------------------------------- |
| SC Weende (Dritter Landesliga Braunschweig) | 4:1      | MTV Lüdingworth (Dritter Landesliga Lüneburg) |